# Thalasseus
Thalasseus é um gênero de aves da família Laridae. Em 2005 um estudo molecular demonstrou que os trinta-réis de crista representavam um grupo distinto do Sterna, sendo então incluídos no gênero Thalasseus.
Espécies reconhecidas:
- Garajau-real-americano, Thalasseus maximus (Boddaert, 1783)
- Garajau-de-bico-amarelo, Thalasseus bergii (Lichtenstein, 1823)
- Garajau-bengalense, Thalasseus bengalensis (Lesson, 1831)
- Garajau-real-africano, Thalasseus albididorsalis (Hartert, 1921)
- Garajau-chinês, Thalasseus bernsteini (Schlegel, 1863)
- Garajau-comum, Thalasseus sandvicensis (Latham, 1787)
- Garajau-de-cabot, Thalasseus acuflavidus (Cabot, 1847)
- Garajau-elegante, Thalasseus elegans (Gambel, 1849)